# Sandro Galli
Sandro Galli (* 28. Dezember 1984 in Zürich) ist ein Schweizer Trainer und ehemaliger Kanute. Galli nahm für den Schweizer Kanuverband an zwei Weltmeisterschaften teil. 2014 fuhr er im polnischen Poznań auf den 3. Platz im Drachenboot über die 2000-m-Distanz.

## Trainer
Mit der Lancierung von personal-training.ch startete Galli seine Arbeit als Trainer. 2015 übernahm er das Training seiner Teamkollegin Sabine Eichenberger. Die Kanutin holte mit ihm Gold bei der Europameisterschaft in Skopje 2017. 2018 holte sie mit 49 Jahren Team-Bronze an der Wildwasser Weltmeisterschaft im eigenen Land.
Seit 2014 arbeitet er als Athletiktrainer mit der Aargauer Karateka Elena Quirici. Quirici gewann während der Zusammenarbeit dreimal Gold und zweimal Silber bei Europameisterschaften und führte 2019 die Weltrangliste an. Sie qualifizierte sich für die Olympischen Sommerspiele 2020 in Tokio und belegte dort den fünften Platz. Zudem war Quirici Fahnenträgerin bei der Schlussfeier.
2019 wurde er als Personal Trainer von der Fislisbacher Wasserspringerin Michelle Heimberg zur Vorbereitung auf die Olympischen Spiele engagiert. Galli übernahm die Trainingsplanung und das Athletiktraining. Im Mai 2021 gelang der Aargauerin die Qualifikation für die Olympischen Spiele in Tokio. Kurz darauf gewann sie bei den Schwimmeuropameisterschaften 2020 in Budapest Silber vom 1-Meter-Brett. In Tokio wurde sie Elfte bei den Olympischen Spielen.

## Privates
Galli ist wohnhaft im aargauischen Wettingen. Seine Tätigkeit in der sportmedizinischen Abteilung der Universitätsklinik Balgrist seit 2011 führt er im Nebenpensum weiter, seit 2019 in der Funktion als Leiter Herzrehabilitation.